# ピラタス PC-8D
ピラタス PC-8D
- 用途：軽旅客機
- 分類：試作機
- 製造者：ピラタス
- 初飛行：1967年11月28日
- 生産数：1機
- 運用状況：退役

ピラタス PC-8D ツインポーター（Pilatus PC-8D Twin Porter）は、スイスのピラタス社で製造された10人乗りの旅客機である。この型は量産されず、1機が製造されただけだった。
ツインポーターの開発作業は1966年に始まった。高翼単葉の単発機ピラタス PC-6の機首のエンジンを取り払い、出力290 hpのライカミング IO-540-GIB2基を主翼前方に搭載した。試作機は1967年11月28日に初飛行を行った。1機のみが製造され、1969年に飛行テストが終了すると廃棄処分にされた。

## 開発
開発費用を低減するために胴体中央部、主翼、主脚といった部品は可能な限り単発のPC-6から流用された。胴体前部、尾翼を含む胴体後部とプロペラ配置は新規に開発され、キャビンは様々な用途に使えるように簡単に配置換えが可能であった。最初の設計では動力系統はドルニエ Do 28の様に機首の左右に配されていた。ドルニエ ワールの様にエンジンをタンデムに搭載して初期の飛行艇の様に胴体上に配置する形式も検討された。最終的な設計ではエンジンは主翼の前の胴体に非常に近い位置に置かれ、胴体から延びたエンジン・パイロンで支えられた。エンジンと主翼の間を固定する物は何も無かったが、隙間はスラットにある隙間のようであった。このエンジン配置により片発飛行時には好ましい結果が得られると期待された。

## 飛行テストと計画の修正
1967年11月28日に登録記号HB-KOAをつけたPC-8Dの試作機がハンス・ガリ（Hans Galli）の操縦で初飛行を行った。1年以上に渡る飛行テストの結果は満足いくものではなく、1969年1月にこの開発計画は放棄された。片発飛行の性能不足によりFAR23の認証を得ることは不可能であった。PC-8D ツインポーターはパリ航空ショーにも出展されたが、1機が製作されたのみで計画終了後に廃棄処分にされた。
ピラタス社は同時にターボプロップエンジンを搭載した練習機のPC-7の開発を始めた。この機体は既存のピストンエンジン付ポーター機のエンジンを新しいターボプロップエンジンに換装するだけで、機体本体の変更は最小限で済んだ。高出力を望んだ結果としてPC-8Dよりも低い運用コストと整備コストを得ることとなった。ターボプロップエンジンを搭載したPC-8の製作も検討されたが、市場の需要が少ないままであったことからこの1機のみで終わった。

## 要目
出典: Flight International
諸元
- 乗員: 1
- 定員: 9
- 全長: 10.50 m （34 ft 5 in）
- 全高: 3.60 m （11 ft 10 in）
- 翼幅: 15.60 m（51 ft 2 in）
- 翼面積: 32.40 m2 （348.8 ft2）
- 空虚重量: 1,550 kg （3,417 lb）
- 運用時重量: 2,700 kg （5,952 lb）
- 有効搭載量: kg （lb）
- 最大離陸重量: kg （lb）
- 動力: ライカミング IO-540-GIB 空冷 水平対向エンジン、220 kW （290 hp）   × 2

性能
- 超過禁止速度: km/h （kt）
- 最大速度: 260 km/h （140 kn） 162 mph
- 巡航速度: 230 km/h （124 kn） 143 mph
- 失速速度: 72 km/h （39 kn） 45 mph
- フェリー飛行時航続距離: km （海里）
- 航続距離: 1,100 km （594 nmi） 684 mi
- 実用上昇限度: 5,500 m （18,045 ft）
- 上昇率: 6 m/s （1,200 ft/min）
- 離陸滑走距離: m （ft）
- 着陸滑走距離: m （ft）
- 馬力荷重（プロペラ）: kW/kg （lb/hp）